# Angel: After the Fall
 (mai 2013).
Si vous disposez d'ouvrages ou d'articles de référence ou si vous connaissez des sites web de qualité traitant du thème abordé ici, merci de compléter l'article en donnant les références utiles à sa vérifiabilité et en les liant à la section « Notes et références ».
Angel: After the Fall est une série de comic books, publiée depuis 2007 par IDW Publishing. Écrite par Brian Lynch et Joss Whedon, la série est la suite canonique de la série Angel,.
La série voit le héros vampire, Angel, faire face à une situation post-apocalyptique après avoir rétabli l'ordre dans l'organigramme du cabinet Wolfram & Hart par éviction des partenaires qui en troublaient le plus le fonctionnement. Il tente désormais de soustraire tous les citoyens qu'il peut, à l'efficacité des forces qu'il a déchaîné en retour (plusieurs villes, telle Los Angeles, ont été envoyées en enfer). Le premier volume est sorti le 21 novembre 2007.
Originellement prévue comme une série limitée à 13 volumes, elle a été d'abord prolongée de quatre volumes supplémentaires, avant que Kelley Armstrong ne reprenne l'écriture de nouveaux volumes sous le nom Angel: Aftermath. La parution française a été arrêtée par ACB Comics et le seul tome paru regroupe les titres Angel after the fall (Part I à V) et First Night (Part I à III).

## Synopsis

### Volume 1
Le lecteur retrouve Angel quelque temps après la fin de la saison 5 sur le dos d'un dragon (celui qu'il voulait combattre) parcourant la ville de Los Angeles qui est devenue un enfer rempli de Démons. Angel tue des démons s'en prenant à quelques humains rescapés, mais un des démons tués se trouvait être le fils d'un lord. La voix off d'Angel nous explique que les Lords sont des démons puissants qui se sont partagé la ville de Los Angeles en territoires.
Par la suite, Angel donne une adresse aux rescapés pour qu'ils se rendent dans un endroit sûr. Il part ensuite au cabinet de Wolfram & Hart où il retrouve Wesley. Ce dernier est bien mort, mais il semble avoir signé un contrat de perpétuité avec l'agence. Ainsi, il est devenu une sorte de fantôme messager, dernier lien avec les associés. Malgré tout, il aide tout de même Angel en lui offrant des soins médicaux.
Les humains sauvés par Angel se rendent à l'adresse qu'il leur a indiqué. Il s'agit d'un lieu où se trouvent des dizaines d'autres rescapés, qu'ils prennent pour des démons. Une femme blonde s'approche d'eux et lèche l'un d'entre eux, avant de réaliser ce qu'elle vient de faire. Arrive alors une femme maîtrisant l'électricité. Les deux femmes se révèlent être Nina, le loup-garou sorti un temps avec Angel (saison 5), et Gwen, la femme-électrique (que l'on n'avait pas vu depuis la saison 4). Nina semble perturbée par ce qu'elle vient de faire, mais explique son comportement par l'Enfer qui règne sur LA : un soleil perpétuel y brille, mais également une lune perpétuelle. Elle indique que les humains n'ont aucune idée de ce que ça peut faire sur un loup-garou. Connor arrive alors et rassure les rescapés qui avaient encore des doutes sur les lieux.
Une nouvelle scène s'ouvre dans une arène où un lord organise des combats d'humains, réduits à l'esclavage. Il est soudainement arrêté par une bande d'hommes dont le chef se révèle être Gunn. Ce dernier parvient à tuer le lord. La dernière scène de ce tome nous montre les corps de plusieurs humaines esclaves mortes. L'une d'elles est en train de se faire mordre par un vampire qui n'est autre que… Gunn.
La sortie de ce volume n'est pas encore prévue en France. Spike, Harmony, Lorne & Illyria n'y sont pas mentionnés, alors qu'ils faisaient partie du casting régulier de la série.

### Volume 2
Angel est dans la cachette de Connor où il est reçu par Nina (qui garde un mauvais souvenir de leur rupture). Celle-ci affirme que le fils d'Angel est parti dans une arène combattre des démons à la suite de la mort d'un Lord. C'est bien évidemment l'arène dans laquelle Gunn a tué un démon dans le volume 1. Angel s'y rend et y trouve plusieurs démons en train de s’entre-tuer pour devenir le nouveau lord de ce territoire. Angel retrouve et aide Connor à tous les tuer. Ils sont rapidement rejoints et aidés par Gwen, qui électrocute rapidement tous les démons.
Dans une deuxième partie, Gunn frappe violemment ce qui semble être un démon poisson télépathe afin de lui soutirer des informations, en vain. Gunn s'énerve particulièrement lorsque le démon lui dit qu'il est un vampire. Puis, il va déposer un objet dans une pièce remplie de démons morts.
La dernière partie montre Spike en pyjama, dans un magnifique manoir en plein soleil. En effet, le soleil de l'enfer n'influe pas sur les vampires, puisqu'il existe également une lune perpétuelle. Le vampire est entouré de superbes femmes, démones ou humaines, et raconte ses exploits de champion lors de l'Apocalypse. Il est bientôt arrêté par Angel, qui vient lui parler. Les deux vampires n'ont pas changé et il s'ensuit un combat pendant lequel ils continuent de converser. Angel croit qu'"ELLE" est responsable des meurtres dans l'arène, car il y a trouvé de l'ancien sanscrit. Spike n'a le temps de rien dire qu'une main soulève Angel dans les airs. C'est Illyria qui semble irritée par la présence d'Angel et souhaite donc le détruire.

### Volume 3
Le livre commence par le combat entre Illyria et Angel. En voix-off, Angel explique les conséquences de l'Enfer sur terre : il y fait chaud et humide, le soleil et la lune sont perpétuels, ainsi les vampires sont allègres mais ont l'impression continue de s'embraser et les loups-garous sont coincés à un état mi-bestial, mi-humain ; ce qui explique l'étrange comportement de Nina. Spike tente en vain d'arrêter Illyria, jusqu'à ce que le dragon d'Angel vienne l'aider. Il s'ensuit un long combat titanesque entre Illyria et le dragon, ce dernier allant jusqu'à la manger (elle ressort alors de force de la bouche du dragon).
Pendant ce temps, Connor vient expliquer à Angel que Spike et Illyria, co-lords d'une partie de Los Angeles, les aident à sauver des humains et en hébergent une partie. Ils n'ont donc rien à voir avec les meurtres de l'arène. Angel, vexé de découvrir l'alliance entre Spike et Connor arrête le combat titanesque et repart donc sur le dos du dragon. Il se rend à Wolfram & Hart où il retrouve Wesley qui lui indique que les lords sont en réunion pour débattre de son cas : il a tué le fils d'un lord, en enfreignant ainsi l'une des règles de Los Angeles. En voix-off, le vampire avec une âme plaint le sort de Wesley qui ne mérite pas ce qui lui arrive.
Angel repart avec Wesley. Ils se dirigent directement vers un repaire où tous les lords, sauf Illyria, Spike et un autre lord inconnu, discutent de la façon de tuer Angel. Ce dernier les interrompt et leur propose un marché : il combattra tous les champions des lords, en même temps. S'il gagne, Angel prendra le contrôle de la ville et les humains seront libres. S'il perd, il mourra. Le père du démon tué dit à Angel qu'il n'a aucune chance, ce que Wesley confirme en aparté. Mais le vampire se dit "champion des plans de sauvetage de dernière minute, sauf la fois où il a laissé Los Angeles sombrer dans le chaos".
Enfin, on voit Angel, blessé, quitter la salle en se plaignant que cela ne sera pas facile, vu qu'en fait, il n'est plus un vampire…

### Volume 4
Le volume 4 s'ouvre sur la chute de Los Angeles. C'est la suite directe du dernier épisode de la saison 5. On y voit Angel se battre. Le vampire se rend compte que le dragon leur vient en aide et s'inquiète du sort de Connor - il espère qu'il a pu partir de la ville, puis de Gunn qu'il ne voit plus. Il est soudain téléporté sur le toit d'un immeuble, d'où on peut voir le soleil des Enfers et la lune. Los Angeles a chuté. Lors d'un combat, il tombe du haut de l'immeuble et sent qu'il a les jambes et le dos cassé… Et que son cœur bat. Wesley arrive, marchant dans la rue. Angel, paniqué, lui explique qu'il faut retrouver Gunn, mais Wesley lui dit simplement qu'il est désolé. "Moi aussi" répond Angel, en abandonnant.
Retour de nos jours, Angel et Wesley sont à Wolfram & Hart. Angel se soigne grâce à un livre-source et la magie, il pense qu'il est redevenu humain à cause de W&H, et non du Sanshu auquel il a renoncé. W&H sait en effet que c'est maintenant qu'il a besoin de sa force. Deux femmes apparaissent derrière Wesley et disent venir uniquement pour Angel, ce qui déçoit Wesley.
On voit brièvement Gunn, tentant d'infiltrer un bâtiment… Puis on se retrouve chez Spike et Illyria. Le vampire parle à un démon-requin (ressemblant fortement au démon de l'épisode Tabula Rasa de Buffy) et affirme qu'il est un co-lord. Spike semble avoir du mal à se faire respecter des autres lords. Le requin donne finalement à Spike la "Flèche d'Hagun", ce qui, d'après l'une des groupies de Spike appelée Spider, est une flèche rare, forgées dans les premiers feux par et pour un immortel : elle peut rendre éternel ou ôter la vie. Les lords pensent qu'Angel est toujours un vampire, et en ont chacun une. Spider prend la lance et dit que Spike devrait la garder, qu'Illyria n'en a pas besoin - c'est une peste, une gamine. Pendant ce temps, Illyria hurle et donne des coups dans une pièce, s'entraînant probablement.
Retour sur Angel et Wesley, dans une voiture avec les deux femmes. Ils se rendent à Silver Lake, car d'après les femmes, c'est là que se trouve le lord de cette partie de Los Angeles. On apprend qu'il s'agit de… Lorne. Tout le monde croit encore qu'Angel est un vampire. Lorne a fait venir Angel pour l'avertir que d'autres lords sont venus le voir pour qu'il sélectionne un champion afin de battre Angel. Évidemment, Lorne a refusé de s'en mêler, mais il craint maintenant pour la vie de son ami. Il lui montre les champions choisis, parmi lesquels la femme de Skip et un T-Rex. Afin d'aider Angel, Lorne lui offre l'aide… du Grosalugg. Celui-ci est heureux de pouvoir aider ses amis. À part, Wesley remarque que Lorne a peur de lui, le démon-vert lui répond que ce n'est pas surprenant, ce sont les associés qui l'ont fait revenir de la mort et il est à présent dans le seul oasis de l'Enfer…
Gunn et un petit groupe de vampire sont devant l'immeuble de Wolfram & Hart. Gunn, chef des vampires, se plaint qu'il a passé la meilleure partie de sa vie à tuer des vampires, mais qu'il a eu l'idiotie d'en croire un. Il regrette d'avoir suivi Angel dans sa chute chez Wolfram & Hart, mais il veut prouver qu'on peut rester bon, même sans âme. Il se raccroche pour cela à une photo de l'équipe en saison 3 (avec notamment Connor bébé et Cordelia). Le groupe de vampire fait exploser l'immeuble de Wolfram & Hart. Et ça, "ça donne presque de la valeur à ce monde."
Enfin, on retrouve Wesley et Lorne, parlant maintenant d'Angel. Wesley disparaît subitement face à un Lorne inquiet.

### Volume 5
L'épisode s'ouvre sur Wesley, seul dans la chambre blanche. Les associés voudraient qu'Angel soit dans les locaux de W&H, détruits, et sont déçus de Wesley qui est devenue la "cheerleader" d'Angel.
À Silver Lake, Lorne raconte aux deux femmes ce qui lui est arrivé, en se plaignant. Il se rend compte finalement que Fred est loin d'être une victime mais qu'elle a gagné puisqu'elle, au moins, est au paradis. Les femmes ne sont pas d'accord car Fred n'est pas avec ses bien-aimés, ce qui remotive Lorne.
Dans le centre-ville de Los Angeles, Angel se rase et se prépare pour le grand jour, il va devoir affronter les champions. Il se demande qui a pu détruire W&H et se rend compte que ce n'est probablement pas une coïncidence. À Beverly Hills, territoire de Spike & Illyria, le vampire explique que les femmes veulent qu'il combatte Angel, ce qu'Illyria juge acceptable, contrairement à Spike.
À Santa Monica, nous retrouvons Connor et Gwen, s'inquiétant de la situation. Toute la ville va regarder le combat, les lords ont même donné un jour de congé à leurs esclaves humains pour regarder la défaite d'Angel. Connor se rassure en se disant qu'Angel n'est pas venu le voir, ce qui est bon signe car la dernière fois qu'il pensait son monde sur le point d'être détruit il était venu le voir. Angel pense peut-être gagner… À moins qu'il ne soit suicidaire.
Dans Los Angeles, une foule s’amasse pour voir le combat, ce qui réjouit les lords. Gunn se prépare à protéger les humains des lords avec son groupe de vampire, néanmoins ils pensent tout de même à en manger un certain nombre. Les lords instaurent deux règles aux esclaves : ils ne doivent pas oublier de qui ils sont l'esclaves et ne doivent pas aider Angel sous peine de mort. En titre d'exemple, un lord lance un humain du haut d'un immeuble… Angel arrive à dos de dragon et le sauve. Il récapitule les conditions du combat, les lords annoncent que c'est la faute d'Angel s'ils sont tous en Enfer. Angel tente de se justifier de ses erreurs. Il est pressé de commencer le combat.
Le combat commence, Angel en voix-off se rend compte qu'il va mourir seul. Mais lorsqu'il saigne de la bouche, cela le rend nostalgique et il arrête de penser pour combattre comme avant. Les lords commentent entre eux le combat, sûr de gagner.
Pendant ce temps, Wesley est torturé dans la chambre blanche, mais il dit que la torture de devoir porter le costume chaque jour est déjà suffisante. Les associés rappellent qu'ils peuvent toujours se servir de Lindsay ou d'Eve comme intermédiaire. Mais Wesley réplique qu'Angel les ignorerait et que les associés feraient mieux de le renvoyer travailler… Wesley se retrouve alors à Silverlake. Il souhaite trouver au plus vite Lorne car il a une idée qui pourrait tous les sauver, mais les femmes lui disent que Lorne a pris de l'avance : il a rallié les troupes.
Retour au combat : le Groosalugg vient en aide à Angel. L'ex-vampire dit que c'est de la triche, mais Gwen rétorque qu'elle s'en fiche et vient l'aider à son tour, ainsi que Nina. Puis, Spike se joint à eux. À leur tour, Connor et Lorne se joignent à la bataille, à la grande surprise d'Angel. Les lords s'en prennent alors à Lorne qui tente de se justifier. Gunn commente le combat qui continue : le groosalugg convainc le dragon d'affronter le T-Rex. Pendant qu'ils se battent, Angel demande aux autres pourquoi ils sont venus : Lorne les a tous convaincus les uns après les autres, car il fallait être près de ceux qu'on aime. Spike avoue à Angel qu'il est également là car Illyria a besoin d'elle. Celle-ci participe à son tour au combat. Angel accepte.
Wesley apparaît alors au milieu du combat, à la grande surprise de Spike qui le croyait toujours mort et lui demande si son intangibilité est due à une amulette. Tandis qu'elle combat, Illyria envisage de tuer Spike, mais elle aperçoit soudain Wesley… et se transforme en Fred, au beau milieu des monstres.

### Volume 6 à 8 (First Night)
Le récit s'interrompt pendant trois volumes pour raconter la nuit où Los Angeles a sombré en Enfer. Ces trois volumes forment une mini-série intitulée First Night.
Dans ces volumes, on voit Spike se battre, puis être téléporté directement en enfer. Il trouve Fred humaine et quand Spike va sauver un humain et qu'il est en mauvaise posture, Illyria le sauve. Connor se sauve, mais après s'être souvenu de son histoire avec Cordélia, une armée de démons apparaît et il se fait sauver par Kate qui l'amène chez elle. Elle lui propose de se reposer et repart combattre après quelques paroles off. Après avoir tué Lindsey, Lorne fait face à plusieurs démons et s'en sort de justesse en poussant son cri. Le démon explose, ce qui redonne confiance aux humains, et en quelques jours il n'y a plus de démons. Une sorcière jette un sort sur la ville qui est protégée des attaques extérieures et Lorne en devient le roi.
Wesley passe un contrat avec Wolfram & Hart pour donner une chance à Fred de redevenir humaine et aider un peu Angel. Gwen est sur la plage avec son amoureux quand L.A. est téléportée ; son petit ami manque de tomber, elle le rattrape mais il meurt électrocuté. Elle décide de se battre pour oublier sa peine. Finalement, Gunn est blessé. Angel affronte son dragon et lui dit qu'il va revenir. Pendant qu'Angel apprivoise son dragon, Gunn est pris par des vampires qui le transforment. Quand il apprend la nouvelle, il tue le chef et devient le chef de la bande.

### Volume 9
Spike, Angel & Wesley se précipitent pour protéger Fred. Le combat continue. Angel pense s'être cassé la main mais ne dit rien, Spike dit à Illyria de revenir. Malgré la protection des deux champions, Fred est blessée au bras, Groo se précipite pour tuer le démon qui s'en est pris à elle.
Spike explique à Angel qu'Illyria/Fred semble schizophrénique et change parfois de personnalité. Pour lui, la réunion de l'équipe et le retour de Wesley n'aide pas la jeune femme. Gunn et les autres vampires observent la scène. L'un d'eux pense que l'équipe va mourir, ce qui énerve Gunn car il pense que le vampire doute de lui. Il sort un pieu et tue ce vampire.
Pendant ce temps, le combat continue. Les lords protestent car Angel devait combattre seul. Pour se venger, ils envoient leurs champions tuer les humains. Le plan d'Angel pour gagner et de provoquer les lords, ce qu'il fait au grand dam de Spike. Gunn sort une arbalète et vise Angel. Il hésite finalement. Le plan d'Angel fonctionne et les lords sont irrités. L'ex vampire éloigne Connor qui essaye de comprendre le plan.
Connor s'énerve après Angel et lui révèle qu'il se souvient de tout, notamment du besoin qu'il a de vouloir aider tout le monde, que des dizaines de personnes ont besoin de son aide, à commencer par son fils qui sort avec une fille qu'il ne peut toucher (Gwen). Les lords sortent pendant ce temps leurs flèches d'Hagan et les utilisent. Angel se tournent vers eux, leur crie quelques choses et les lords explosent. La foule clame le nom d'Angel, tandis que Connor exprime son incompréhension : Spike lui avait dit que les flèches servaient à tuer les immortels. Wesley et Angel avaient fait en sortent que les flèches explosent. Pour Angel, les immortels ne veut pas que quelqu'un d'autre mette fin à leur existence, c'est pourquoi la flèche d'Hagan n'est pas une arme. Quant à la situation de Connor & Gwen, il souhaite en reparler plus tard.
Cependant, les champions des Lords sont encore là, le combat continue. Les femmes de Spike, qui voulaient qu'il tue Angel, arrivent et rappellent qu'Angel n'a pas gagné car la ville est encore en péril. Spider se révèle être le produit de la magie, son véritable nom est Maria, mais elle se fait appeler Spider car des pattes d'araignées lui poussent dans le dos. Les femmes aident finalement l'équipe dans le combat contre les champions.
Gunn décide que son gang doit partir, car ils savent désormais que les héros vont sauver la population, il n'y a rien à faire de plus. Gunn dit à l'un de ses hommes que c'est une bonne chose que l'équipe soit réunie, car c'est ce qui devait arriver pour qu'il puisse faire ce qu'il doit faire. Angel en voix off rappelle que c'est la première fois depuis longtemps qu'ils sont tous réunis, mais ils doivent quand même battre en retraite. Lorne prend la parole devant la foule et leur explique qu'Angel n'est pas du genre à parler en public mais qu'il a repris le travail et que c'est une excellente nouvelle, la meilleure depuis la chute de la ville. En attendant, il est reparti à la "maison".
On retrouve Angel, Spike, Connor et Gwen devant l'Hyperion. Ils décident de s'y installer et Angel dit à Connor qu'il peut amener tous les réfugiés puisqu'il y a des chambres libres. Tous les quatre s'inquiètent pour Fred/Illyria, partie avec Wesley. En réalité, Wesley lui montre son corps. Illyria reprend possession du corps de Fred, ne comprenant pas pourquoi Wesley a gardé sa coquille comme trophée. Il lui explique qu'il espère qu'un sort lui permettra de récupérer son corps, mais il n'a pas le pouvoir de le faire, c'est pourquoi il attend de l'aide des puissances supérieures.
Wesley n'a pas parlé de son plan à Angel, et il ne peut pas consulter les livres donc il ne sait pas si ce projet est réalisable. Néanmoins, il continue d'espérer, même s'il sait que si les associés principaux ne l'ont pas arrêté c'est qu'ils savent qu'il n'a rien à espérer. Cependant, Wesley a senti une brise et c'est pour lui la preuve qu'"elle" l'écoute.
Illyria explique à Wesley qu'il est seul et qu'Angel ne devrait pas lui faire confiance, et que tout ce qu'il veut, c'est être avec Fred. Elle fait alors une transition surprenante et explique que Fred est toujours là, qu'elle l'infecte et que chaque fois qu'elle voit le visage de ses proches elle reprend le dessus, sauf lorsque c'est Spike. Celui-ci ne laisse pas cet événement arriver, Illyria le dit pathétique. Wesley suppose qu'ils feraient mieux de s'éloigner d'Illyria puisqu'ils la rendent vulnérable, mais celle-ci refuse que Wesley s'en aille à nouveau; elle s'empare de son cadavre et lui dit qu'il reste avec elle…

### Volume 10
Ce volume commence sur une scène en centre-ville où deux voleurs cagoulés s'en prennent à une jeune femme. Spike arrive pour la sauver, déguisé en super-héros. Les hommes pensent qu'ils n'ont aucune chance contre le dernier vampire avec une âme sur terre et s'enfuient. Arrive Connor, également en super héros des années 1970, qui frappe l'un des hommes…
Angel se réveille de ce drôle de rêve et se rend compte que Nina le regardait dormir. Elle lui demande de quoi il rêvait, il ment et dit ne pas se rappeler. Elle se dit alors excitée de patrouiller, spécialement car ce sera sur les premières chutes de neige.
Quelques minutes plus tard, Lorne l'appelle et lui dit que la vie reprend son cours et que les téléphones remarchent. Angel apprécie le coup de téléphone et demande à Lorne de dire à Groo et aux "Spikettes" de vérifier les accidents de la route durant leurs patrouilles. Il souhaite également que Spider sauve tout le monde, pas qu'elle choisisse qui sauver.
Nina et Angel arrivent dans le hall de l'hôtel, où se trouvent déjà Connor et Gwen, qui demande quel est le plan. Angel dit que ce ne sera pas des patrouilles au sens strict du terme. Illyria arrive pour les aider, intriguée par la neige. Une fois dans la rue, tout le monde reconnaît et salue Angel, qui ne s'y habitue pas. Il demande à Illyria de quitter le camp de Wesley.
Une heure plus tard, Wesley et Spike parlent d'Illyria, qui accorde d'ailleurs sa confiance au vampire. Wesley lui demande s'ils ont été intime et Spike lui explique que non, qu'il ne sait pas pourquoi ils se sont retrouvés près l'un de l'autre lorsqu'ils ont été transportés en Enfer. Spike jure qu'il trouvera un moyen de tuer Wesley si W&H compte se servir de lui pour blesser le peu qu'il reste de Fred, Wes l'en remercie. Gunn tente d'éduquer le démon-poisson télépathe, qui s'appelle George (Voir First Night). Des Tueuses arrivent et Gunn les présente à George, elles le frappe et le vampire espère qu'il va les congeler.
Angel, Connor, Illyria, Nina et Gwen survolent la ville sur le dos du dragon. Illyria saute du dragon et atterrit dans un repaire de vampire qui se plaint des patrouilles de nos héros. Les vampires la prennent pour une Tueuse. L'équipe débarque et tue les vampires. L'un plus arrogant que les autres félicitent Angel pour avoir entamé le début de la réhabilitation de LA.
Quelques minutes plus tard, Illyria suspend ce vampire du haut d'un immeuble. Angel l'interroge à propos de la mort du Lord de Westwood, il veut savoir qui l'a tué (il s'agit du démon tué par Gunn dans le volume 1). Le vampire parle sans nommer Gunn, d'un groupe de vampire qui a commencé à agir avant la chute de Los Angeles. Angel dit qu'il désire les rencontrer. La conversation entre les héros s'envenime sur la meilleure chose à faire et Illyria révèle à tous (Nina, Gwen, Connor) qu'Angel n'est plus un vampire, elle le sent. Ils sont surpris. Tous bombarde Angel de question et le vampire qu'il torture demande s'il est maintenant dans le cercle puisqu'il le sait. Angel explique que W&H l'ont rendu humain et Connor décide qu'Angel doit retourner à l'hôtel. Celui-ci refuse mais son fils lui rappelle qu'il est désormais plus fort que lui et que sa petite-amie est prête à l'aider. Connor est vexé de l'attitude de son père et s'en va. Gwen part le chercher.
Nina explique à Angel pourquoi elle est restée avec Connor à la base, mais se sent inutile maintenant que Gwen le protège et qu'Angel lui cache des choses. Angel réplique qu'Illyria n'a su pour son humanité que grâce à ses pouvoirs.
Retour sur Gunn. Il souhaite toujours que George "congèle" les tueuses. Cela finit par marcher, il les stoppe, les fige dans leur attaque. Grâce à cela, Gunn poignarde l'une d'elles à la gorge et dit à George qu'il a un pouvoir utile. La tueuse souhaite crier mais ne peut pas… Les vampires et George montent sur le toit. Gunn demande à George une dernière faveur : contacter quelqu'un à l'extérieur de LA, n'importe quelle personne qui puisse les aider.
À Las Vegas, une femme dans un centre de réhabilitation reçoit le message télépathique de George. Elle semble le connaître et indique à une seconde femme et à un démon que Los Angeles est un enfer. Elle allume la télévision et constate que George a perdu la tête, LA va très bien : elle y voit un flash info en direct de Los Angeles. À Los Angeles, George comprend ce qu'il se passe et réagit par un simple « oh ». Gunn dit qu'il a eu la même réaction quand il a deviné ce qu'il se passait. Alors qu'ils parlent, le dragon d'Angel se rapproche d'eux. George demande à Gunn s'il avait deviné qu'Angel le retrouverait. Il ne pensait pas que ça arriverait si vite.
Illyria voit le nid de vampire et Angel commande (Nina est toujours avec eux) de frapper vite les vampires pour ne pas qu'ils s'enfuient. C'est là qu'il aperçoit Gunn.

### Volume 11
Angel ne se rend pas compte que Gunn est un vampire, il le croit en danger. Illyria se transforme en Fred. Elle se sent de plus en plus chez elle.
Angel demande à Nina d'emmener Fred le plus loin possible pendant qu'il s'occupe de Gunn, il demande également au dragon de ramener Wesley et avant de sauter sur le toit de l'immeuble lui fait cracher du feu. Les vampires sont mal en point, mais Gunn s'en est sorti. Angel entame le combat avec l'un des vampires de Gunn. Ce dernier tue son homme de main. Le dragon est désormais loin, Fred et Nina sont en sécurité. Angel aperçoit alors le visage vampirique de Gunn en vampire. Il est horrifié pour lui, déconcerté. Angel présente ses excuses pour ce qu'il lui est arrivé et demande si c'est la faute de W&H. Gunn lui raconte très brièvement ce qu'il s'est passé dans la ruelle, Angel ne sait pas quoi faire.
À l'Hyperion, Connor, Spike et Gwen sont en pleine discussion. On apprend que Connor et Nina ont sauvé Gwen de justesse d'un démon la nuit où ils se sont rencontrés, et que c'est Connor qui a fait le gros du travail. Nina débarque à l'hôtel et leur dit de la suivre, avant de leur annoncer qu'elle a vu Gunn. Personne n'en revient, à commencer par Spike. Wesley arrive et réagit de la même manière à son tour. Connor décide d'aller voir de lui-même si c'est bien Gunn, Gwen et Spike le suivent contre son gré. Ils partent à dos de dragon, Fred est ravi de voir que tout redevient comme avant.
Sauf que ce n'est pas comme avant. Gunn emmène Angel dans son repaire, à l'étage du dessous. Il répond à ses questions et dirige son « équipe », choquée d'apprendre la mort des vampires sur le toit. Angel remarque une photo de l'ancienne équipe à l'Hyperion où Gunn a caché son visage. Le vampire avoue qu'il a quelques problèmes de colère envers Angel, mais que c'est lui-même qui a mené les vampires à l'engendrer. Angel demande qui a bien pu lui dire ça, Gunn répond que ce sont les visions. Il montre les restes d'un démon qui avait le pouvoir de projeter des visions des Puissances Supérieures pour que tout le monde puisse les voir. Malheureusement pour lui, le gang de vampire l'a trouvé et s'en est servi. C'est comme cela qu'ils ont su à quel moment ils pourraient s'en prendre à Gunn et l'engendrer dans la ruelle. Néanmoins, ils n'ont pas tout vu venir : ils n'avaient pas prévu que Gunn tue leur leader.
Gunn a alors pris le contrôle du gang et ordonner de libérer les prisonniers. Mais il était déjà trop tard pour ce démon, mourant. Il lui a fait un cadeau : il lui a donné quelques visions. Angel suggère de l'enterrer (pour l'odeur) mais Gunn ironise. Le vampire continue de raconter son histoire, le poisson-télépathe… Il demande finalement à Angel de l'aider, il accepte (de le tuer). Mais Gunn finit sa phrase : il souhaite sauver Los Angeles.
Il se lance dans un discours-fleuve disant qu'il sera aux commandes de l'opération mais qu'Angel peut l'aider, sauf qu'Angel le coupe. Gunn comprend qu'Angel n'accepte pas qu'il soit un vampire, qu'il ne comprend pas que ce n'est qu'un "test" pour prouver qu'il est un héros. Gunn frappe Angel en disant qu'il est toujours un héros, Angel comprend qu'il n'y a que deux moyens d'en finir : soit Gunn meurt, soit Angel meurt.
Gunn est persuadé que sa vampirisation est un test des puissances supérieurs. Angel l'arrête et tente de le convaincre que les pouvoirs en place auraient coupé leur lien avec le démon lorsque les vampires l'ont capturé. Il enchaîne en disant qu'il se rappelle comment on se sent en devenant vampire, qu'on ne combat même pas tellement on est sûr d'être mieux qu'avant. En voix-off, Angel avoue qu'il utilise la vérité pour semer le doute, qu'il se déteste pour ça mais qu'Angelus serait fier. Gunn, énervé, se jette sur lui, Angel sort un pieu et transperce Gunn. Mais pas dans le cœur. Gunn déclare que les visions le voulaient lui, qu'il n'est pas faible comme Angel. Des hommes de mains de Gunn s'en prennent alors à Angel qui les tue. En revanche Gunn refuse qu'on tue Angel… pour le moment.
Gunn transperce alors Angel avec une épée. Angel s'effondre, à demi-mort. Gunn sort une pièce, un objet magique et décide de l'utiliser plus tôt que prévu. Soudainement, Gunn comprend qu'Angel est redevenu humain. Les larmes aux yeux il lui demande quand, mais il ne répond pas. L'un des hommes de Gunn lui demande s'il est mort. Gunn se demande s'il doit se nourrir d'Angel, ou l'engendrer. Il décide de le laisser mourir sur place et lui murmure qu'il l'a trouvé en premier.
Sur le dos du dragon, Gwen, Spike et Connor comprennent qu'ils arrivent à l'immeuble où Angel a vu Gunn. Spike dit qu'il n'est pas prêt à ça… Un coup de tonnerre retentit. Gwen fait tomber Spike & Connor du dragon juste avant qu'un éclair ne la touche. Connor lui demande si elle va bien, elle répond que non et qu'elle est désolée, des éclairs dans les mains.

### Volume 12
Le dragon est électrocuté et tombe dans le vide. Gwen dit que tout était prévu, qu'elle n'avait qu'à les diriger dans la bonne direction. Connor ne comprend pas et Spike lui dit qu'il vient de se faire trahir par celle qu'il aime.
Connor lui demande si elle pouvait le toucher mais n'en avait pas envie et lui avait menti également sur ça. Gwen révèle qu'on lui a promis qu'elle pourrait de nouveau toucher les gens si elle faisait ce qu'on lui demandait, que cependant elle était vraiment tombée amoureuse de Connor. (Spike tente de la tuer, mais elle l'envoie valser d'un éclair). Gwen supplie Connor de ne pas la forcer à le blesser lui, il la supplie de ne pas le forcer à dire à Cordelia de la manger : on découvre que c'est le nom du dragon, qui semble énervé.
On voit alors Angel dans une chambre d'hôtel, racontant tout ce qui lui est arrivé à quelqu'un, racontant comment le dragon l'a secouru et gardé nuit et jour, comment Angel lui a raconté toute sa vie et comment il a cru être appelé Cordelia. On découvre alors qu'Angel parle à Cordy, la vraie. Elle lui dit que ce serait ennuyeux si elle revenait dans un humour typique de Cordelia, puis répond à Angel qu'il est torturé. Angel lui demande alors si elle va bien, où elle est et si elle est bien debout en face de lui. Elle lui répond que non, mais que lui non plus n'est pas debout : il est au sol, l'épée planté en lui.
Cordelia est déçu de sa réaction à sa propre mort. Gunn emporte le corps d'Angel ailleurs, pendant qu'ils continuent de parler. Angel comprend la réaction de Connor, il est normal qu'il soit énervé, Cordelia présente ses excuses pour devoir être celle qui facilite son passage à l'autre vie. Angel l'ignore et explique à Cordy que les pouvoirs en place aurait arrêté les visions si on les utilisait pour le mal. Cordelia lui dit d'arrêter de l'ignorer car peu importe ce qu'il choisira, la fin est toujours la même.
À l'Hyperion, Fred est plongée dans ses livres. Nina demande à Wesley ce qu'elle fait : elle se rassure, car c'est ce qu'aurait fait Fred face à une situation qu'elle ne comprend pas. Alors que le "fantôme" demande des nouvelles de Lorne il disparaît soudainement. Fred, paniquée, demande à Nina où il est parti. Le loup-garou ne sait pas. Fred s'énerve et se transforme en Illyria, qui menace Nina et lui dit de le ramener vite. Elle s'énerve car tous ceux qu'elle connaît disparaissent les uns après les autres, Nina dit qu'elle est toujours là. Illyria lui rétorque qu'elle ne la connaît pas et qu'elle est inférieure. Illyria s'enfuit de l'hôtel et se dirige vers le dragon qu'elle aperçoit au loin, électrocuté.
Wesley se retrouve devant Gunn et Angel, s'ensuit un dialogue très bref. Wesley s'inquiète aussitôt de l'état d'Angel, ce qui énerve Gunn : c'est toujours à propos d'Angel, jamais à propos de Gunn. Wesley voudrait pouvoir aider Angel, mais c'est un fantôme. Cordelia a de la peine pour Wesley, Angel répond qu'il se sent inutile, mais Cordy parlait surtout du look. Wesley se met à hurler. Une lumière l'entoure. Il se relève, mais Gunn ne peut pas l'aider, il n'est toujours pas tangible. En réalité, W&H ont imprimé en lui de nouvelles connaissances… Il parle de la prophétie, dit qu'il peut tout expliquer et énerve finalement Gunn en lui disant que c'est vrai, ça n'a jamais été à propos de lui. Gunn tente de lui donner un coup de poing. Wesley passe en « voix-off » :
Sur le toit, Connor, "Cordelia" le dragon et Gwen se battent. Wesley dit que ça n'a jamais été à propos d'aucun d'entre eux, qu'ils sont tous des pions, bougés comme il fallait… Illyria approche de l'immeuble. Wesley poursuit en expliquant qu'ils sont sacrifiés quand il fallait. Tout ça pour avoir Angel. Tout a commencé à la seconde où ils sont arrivés à Los Angeles, même lorsque chacun d'entre eux se sentait dans son propre enfer, ce n'était que pour atteindre Angel. La branche de Los Angeles de Wolfram & Hart a envoyé tout ce qu'il pouvait à l'équipe d'Angel pour l'atteindre, pour le briser de manière qu'il ne puisse pas être ce qu'il devait pour aider le monde.
Gunn s'énerve, pour lui Wesley se trompe. Il retire l'épée du corps d'Angel et s'apprête à le tuer définitivement. Wesley veut l'en empêcher. On découvre alors que Gunn espère avoir le Sanshu s'il se comporte bien, s'il agit comme s'il avait une âme. Il semble perdu, il veut continuer à croire les visions que le démon lui a donné même si celles de Wesley le contredisent. Wesley lui dit de ne pas faire d'erreurs car le Sanshu est pour Angel, la prophétie a toujours été à propos d'Angel. Gunn abandonne et lâche l'épée pendant que Wesley ré-explique la prophétie. Angel comprend qu'il ne doit pas mourir et dit à Cordelia que même s'il l'aime il ne peut rester avec elle.
Pendant ce temps, Wesley continue son discours et explique à Gunn que ses visions sont réelles et bonnes, mais que son interprétation est mauvaise. Il est également chargé de donner une vision à Angel de la part des associés principaux, une vision de sa part dans l'apocalypse, une vision de ce qui est écrit, de ce qui a été vu, de ce qui est inévitable. Il présente ses excuses à Angel en lui touchant la tête. Noir. Angel - celui qui parle à Cordelia - semble terrifié. On voit Angel, ou peut-être Angelus car il est sous sa forme vampire, entouré de dizaines et de dizaines de cadavres et de têtes sur des piques.
Retour au dernier étage de l'immeuble. Cordelia lui demande ce qu'il a vu. Il répond simplement qu'il est prêt à partir, à mourir…